# Spinther hystrix
Spinther hystrix är en ringmaskart som beskrevs av Uschakov 1950. Spinther hystrix ingår i släktet Spinther och familjen Spintheridae. Inga underarter finns listade i Catalogue of Life.